# Флегий
Флегий в древногръцката митология е цар на лапитите. Син е на Арес и Хриса. Баща на Иксион и Коронида.
Живял е в Тесалия. На Флегий се приписват няколко нечестни постъпки. Подготвил нападение над Пелопонес, заради което извършил пътешествие дотам с шпионска цел. Придружаващата го Коронида ражда Асклепий в Епидавър, където по-късно е светилището на Асклепий. Флегий опитал да ограби храма на Аполон в Делфи, тъй като бил ядосан на дъщеря си за връзката ѝ с Аполон. Аполон го убил.
В Книга VI от „Енеида“, Флегий е представен като властен тиран над лапитите, който променил законите чрез подкупи и сам изнасилил дъщеря си, въпреки гнева му, че Аполон е направил същото. Флегий е осъден да бъде лодкар и да превозва душите на умрелите през Стикс, една от четирите реки на Хадес.